# Sort mamba
Sort mamba (latin: Dendroaspis polylepis) er Afrikas største giftslange med en gennemsnitslængde på ca. 2,5 meter, men enkelte kan nå en længde på ca. 4,5 meter. Den sorte mamba er slet ikke sort – navnet kommer af, at slangen er sort på indersiden af munden. Faktisk er slangens yderside gul-grønlig til metalgrå. Den sorte mamba er en af verdens hurtigste slanger med en topfart på 16 til 20 km/t.
Den sorte mamba kan være aggressiv, når den føler sig truet, selv om den normalt vil undgå fare. Den hugger hurtigt, og gifttænderne afgiver ca. 100-120 mg gift. Giften virker gennem muskellammelse, hvilket standser åndedrættet. Det er muligt at overleve et bid, hvis man får hurtig lægehjælp og en velegnet modgift.
Den befinder sig ofte i træer, hvor den kan være svær at se samt i græs. Dens muskler er så stærke, at den kan rejse sig fra jorden og bide et menneske i ansigtet. Den behøver nemlig kun 1/3 af sin kropslængde for at kunne holde sig oppe. Når den bider, bider den ofte flere gange. Et bid i ansigtet kan dræbe et voksent menneske på under 20 min.
Den sorte mamba lægger 12-17 æg ad gangen, og de klækkes på 80-90 dage.
Der findes også en vestlig grøn mamba (Dendroaspis viridis)), som ikke er nær så dødelig som sort mamba.
se også: mamba